# Rhypotoses nigriplaga
Rhypotoses nigriplaga är en fjärilsart som beskrevs av Swinhoe 1903. Rhypotoses nigriplaga ingår i släktet Rhypotoses och familjen tofsspinnare. Inga underarter finns listade.